# Conegliano
Conegliano là một thị trấn và đô thị (comune) thuộc tỉnh Treviso, vùng Veneto, Ý. Đô thị này có cự ly khoảng 30 kilômét (19 mi) về phía bắc theo đường sắt so với Treviso. Phần còn lại của một lâu đài từ thế kỷ 10 nằm trên một ngọn đồi chi phối thị trấn. Trước đây nó thuộc quyền sở hữu của giáo phận Vittorio Veneto, những gì còn lại là một tháp chuông, hiện có một bảo tàng nhỏ, và những bức tường bên ngoài. Vào ngày 7 tháng 7 năm 2019, những ngọn đồi rượu vang Prosecco của Conegliano-Valdobbiadene được công nhận là Di sản thế giới của UNESCO.

## Mô tả
Conegliano nổi tiếng với rượu vang, đặc biệt là loại rượu vang trắng Prosecco.  Đây cũng là nơi có trường dạy làm rượu lâu đời và uy tín nhất của Ý mang tên Scuola Enologica.

## Quan hệ quốc tế
Thành phố kết nghĩa của Conegliano:
- Garibaldi tại Brazil
- Lismore tại New South Wales, Australia